# De Sluis (Tholen)
De Sluis of Sluis (Zeeuws: Sluus) is een buurtschap in de gemeente Tholen in de Nederlandse provincie Zeeland. De buurtschap ligt in het westen van het eiland Sint-Philipsland. De kern bestaat uit 2 straten: Commandostraat en Beatrixstraat. Het heeft een klein speeltuintje voor kinderen en ook een brievenbus. Er is een buurtbushalte in de nabijheid Sluisweg.

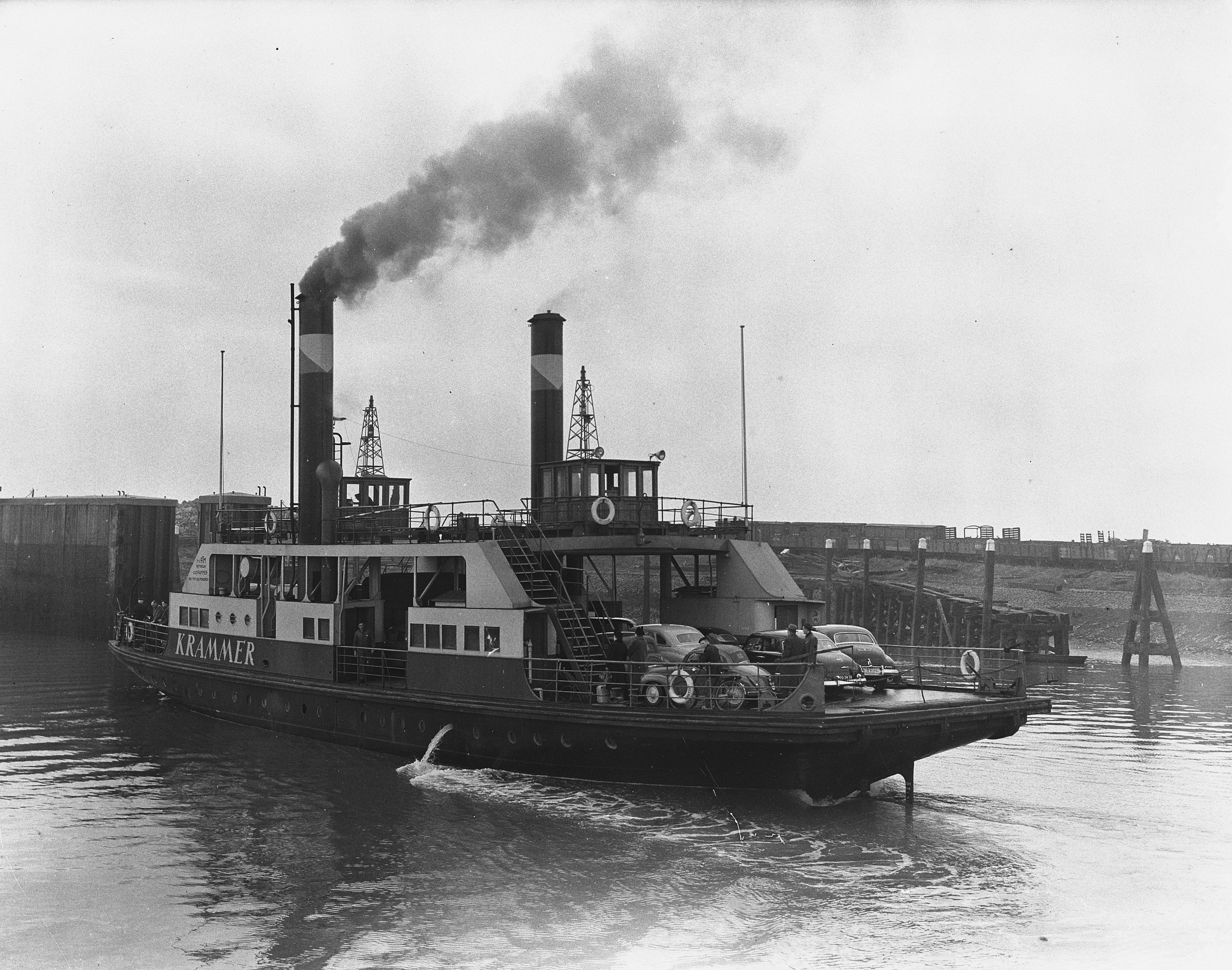
Veerboot in 1954

De Sluis ligt aan het Zijpe, het water tussen Sint-Philipsland en Schouwen-Duiveland. Het dorp heeft een kleine haven, die voorheen een veerhaven was voor veerverbinding naar Schouwen-Duiveland. Voor de openstelling van onder andere de Grevelingendam was dit een knelpunt in de  voor Schouwen-Duiveland belangrijke verbinding met Noord-Brabant.
Steden: Sint-Maartensdijk · Tholen

Dorpen: Anna Jacobapolder · Oud-Vossemeer · Poortvliet · Scherpenisse · Sint-Annaland · Sint Philipsland · Stavenisse

Buurtschappen: Botshoofd · De Sluis · Gorishoek · Malland · Molenvliet · Molenwerf · Mosselhoek · Onder de Molen · Oud Kerkhof · Oudeland · De Rand · Rijkebuurt · Schoondorp · Steenenkruis · Strijenham · Westkerke

Zeeland: Steden en dorpen in Zeeland      Nederland: Provincies · Gemeenten